# Seznam paní, hraběnek a vévodkyní z Enghien
Toto je seznam hrabat z Enghien. V roce 1394 připadl Enghien Janu Lucemburskému, pánu z Beaurevoir, manželovi Markétě d'Enghien. V roce 1482 připadl Enghien Františkovi, hraběti z Vendôme, manželovi Marie Lucemburské, a tím rodu Bourbon-Condé.
- –1092: Engelbert I.
- 1092–: Engelbert II., syn
- –1190: Huwes I., syn
- 1190–1192: Engelbert III., syn
- 1192–1242: Engelbert IV., syn
- 1242–1256: Sohier I., syn
- 1256–1271: Walter I., veliký, syn
- 1271–1310: Walter II., syn
- 1310–1345: Walter III., syn
- 1345–1364: Sohier II., syn
- 1364–1381: Walter IV., syn
- 1381–1394: Ludvík, synovec

| Portrét | Jméno               | Otec                                             | Narození | Sňatek | Stala se paní | Přestala být paní | Smrt | Manžel          |
| ------- | ------------------- | ------------------------------------------------ | -------- | ------ | ------------- | ----------------- | ---- | --------------- |
|         | Blanka z Baux       |                                                  |          |        |               |                   |      | Jan Enghienský  |
|         | Markéta Lucemburská | Vít I. Lucemburský, hrabě z Ligny (Lucemburkové) |          |        |               |                   |      | Petr Enghienský |

## Hraběnka z Enghien
| Portrét | Jméno                           | Otec                                                                                | Narození       | Sňatek            | Stala se hraběnkou | Přestala být hraběnkou | Smrt              | Manžel            |
| ------- | ------------------------------- | ----------------------------------------------------------------------------------- | -------------- | ----------------- | ------------------ | ---------------------- | ----------------- | ----------------- |
|         | Eléanor de Roucy de Roye        | Karel de Roye, hrabě z Roucy (Royové)                                               | 24. února 1535 | 22. června 1551   | 22. června 1551    | 23. července 1564      | 23. července 1564 | Ludvík de Bourbon |
|         | Františka d'Orléans-Longueville | František d'Orléans-Longueville, kníže z Chalet-Aillon (Valois-Orléans-Longueville) | 5. dubna 1549  | 8. listopadu 1565 | 8. listopadu 1565  | povýšena na vévodkyni  | 11. června 1601   | Ludvík de Bourbon |

## Vévodkyně z Enghien
také známá jako vévodkyně z Montmorency
| Portrét | Jméno                                                | Otec                                                                                | Narození         | Sňatek            | Stala se vévodkyní       | Přestala být vévodkyní                      | Smrt               | Manžel                                |
| ------- | ---------------------------------------------------- | ----------------------------------------------------------------------------------- | ---------------- | ----------------- | ------------------------ | ------------------------------------------- | ------------------ | ------------------------------------- |
|         | Františka d'Orléans-Longueville                      | František d'Orléans-Longueville, kníže z Chalet-Aillon (Valois-Orléans-Longueville) | 5. dubna 1549    | 8. listopadu 1565 | 1566 povýšena z hraběnky | 13. března 1569 manželova smrt              | 11. června 1601    | Ludvík de Bourbon, 1. vévoda          |
|         | Marie de Clèves                                      | František I. Klévský, vévoda z Nevers (De la Marck)                                 | 1553             | 10. srpna 1572    | 10. srpna 1572           | 14. listopadu 1574                          | 14. listopadu 1574 | Jindřich de Bourbon, 2. vévoda        |
|         | Šarlota Kateřina de La Trémoille                     | Ludvík III. de La Trémoille, vévoda z Thouars (De la Trémoille)                     | 1568             | 16. března 1586   | 16. března 1586          | 5. března 1588 manželova smrt               | 28. srpna 1629     | Jindřich de Bourbon, 2. vévoda        |
|         | Šarlota Markéta de Montmorency                       | Jindřich I. de Montmorency (Montmorencyové)                                         | 11. května 1594  | 17. května 1609   | 17. května 1609          | 8. září 1621 jejich syn se stal vévodou     | 2. prosince 1650   | Jindřich de Bourbon, 2. vévoda        |
|         | Claire-Clémence de Maillé-Brézé, vévodkyně z Fronsac | Urban de Maillé, markýz z Brézé                                                     | 25. února 1628   | únor 1641         | únor 1641                | 26. prosince 1646 stala se kněžnou z Condé  | 16. dubna 1694     | Ludvík de Bourbon, 4. vévoda          |
|         | Anna Henrietta Bavorská                              | Eduard, falckrabě simmernský (Falcko-Simmernští)                                    | 13. března 1648  | 11. prosince 1663 | 11. prosince 1663        | 11. listopadu 1686 stala se kněžnou z Condé | 23. února 1723     | Jindřich Jules de Bourbon, 5. vévoda  |
|         | Luisa Františka de Bourbon, Légitimée de France      | Ludvík XIV. Francouzský                                                             | 1. června 1673   | 25. května 1685   | 25. května 1685          | 1. dubna 1709 stala se kněžnou z Condé      | 16. června 1743    | Ludvík de Bourbon, 6. vévoda          |
|         | Batilda d'Orléans                                    | Ludvík Filip I., vévoda z Orléans (Orléanští)                                       | 9. července 1750 | 24. dubna 1770    | 24. dubna 1770           | 2. srpna 1772 jejich syn se stal vévodou    | 10. ledna 1822     | Ludvík Jindřich de Bourbon, 9. vévoda |
|         | Šarlota Luisa Dorota de Rohan                        | Karel Julius Armand de Rohan (Rohanové)                                             | 25. října 1767   | 18. února 1804    | 18. února 1804           | 21. března 1804 manželova smrt              | 1. května 1841     | Ludvík Antonín de Bourbon, 10. vévoda |